# Arni (Bern)
Arni is een gemeente en plaats in het Zwitserse kanton Bern, en maakt deel uit van het district Bern-Mittelland.
Arni telt 935 inwoners.